# Хазин, Валерий Борисович
Валерий Борисович Хазин (род. 5 февраля 1964, Горький, Горьковская область) — русский писатель, публицист, переводчик, эссеист. Член Союза Литераторов России.

## Биография
Родился 5 февраля 1964 году в городе Горький (ныне Нижний Новгород), Горьковской области. Получил высшее филологическое образование. В самом начале трудового пути работал преподавателем литературы в школе и университете, позже перешёл в рекламный бизнес. С 1995 года стал трудиться по направлению PR-консультирование. С 1997 по 1998 годы выполнял обязанности внештатного PR-советника аппарата Правительства Российской Федерации, затем был внештатным советником аппарата Полномочного представителя президента Российской Федерации Сергея Кириенко в Приволжском федеральном округе, с 2001 по 2004 годы работал помощником депутата Государственной Думы Федерального Собрания Российской Федерации. Трудился советником председателя Законодательного Собрания Нижегородской области с 2004 по 2008 год. Автор научно-практических и методологических работ в сфере PR и GR.
Значительное время уделяет художественной литературе. Прозаик, публицист, эссеист и переводчик. Его эссе и рассказы были опубликованы в журналах: «Октябрь» (Москва), «URBI» (Нижний Новгород — Санкт-Петербург), «Новое литературное обозрение» (Москва), «Золотой век» (Москва), «Дружба народов» (Москва), а также в антологии русскоязычной прозы «Диалог» в Израиле. Вместе с Кириллом Кобриным является автором книги рассказов «Подлинные приключения на вымышленных территориях». В соавторстве с Татьяной Бонч-Осмоловской (Сидней) — автор книги «Зеркала Кносса» (2017). В журналах за рубежом: «Диалог» (Иерусалим), «Стороны Света» (Нью-Йорк), «Артикуляция» (Сидней), «Артикль» (Тель-Авив) публиковались его произведения на русском и английском языках.
В 2009 году, в Нижним Новгороде в издательстве «Литера» был издан прозаический двухтомник: «Труба» (включая авторский Глоссарий) и «Девять вечеров и ещё один вечер: Повесть. Рассказы. Эссе». В 2010 году это издание вошло в шорт-лист литературной премии «НОС» (Новая словесность).
В 2004 и 2009 годах две повести Хазина: «Каталоги Телегона» и «Труба» были номинированы на премию имени И. П. Белкина как лучшая русскоязычная повесть года.
В 2015 году писатель, в номинации «Интеллектуальная проза», стал лауреатом Приволжской литературной премии «NewBook. Волга-2015» за роман «Прямой эфир». Кроме того, это произведение вошло в длинный список номинантов премии Большая книга за 2015—2016 годы. Хазин является мастером мифологического и интеллектуально-детективного повествования.
Член редакционной коллегии нью-йоркского литературно-художественного журнала «Стороны света» с 2013 по 2019 год. Член Союза литераторов России.
Проживает в городе Нижний Новгород.